# Église Saint-Pierre-et-Saint-Paul de Dontilly
L'église Saint-Pierre-et-Saint-Paul de Dontilly est l'ancienne église paroissiale de Dontilly, commune indépendante jusqu'en 1967 et depuis réunie avec Donnemarie-en-Montois à la nouvelle commune de Donnemarie-Dontilly, située dans le département de Seine-et-Marne en région Île-de-France, en France. L'église dédiée aux apôtres saint Pierre et saint Paul remonte au XIe siècle, aux XIIIe et XVIe siècles elle a été agrandie. En 1930, l'édifice est classé monument historique. En 1946, l'église de Dontilly a été désacralisée et vidée de son mobilier. À partir de 2009, elle a été transformée en un lieu pour manifestations culturelles sur l'initiative d'une association.

## Histoire
L'église s'élève sur une colline, la butte Saint-Pierre, qui aurait déjà été occupée par une villa à l'époque gallo-romaine. Au Xe siècle a été bâti un château-fort qu'on a transformé en monastère vers 1200. Les moines ont probablement gardé la tour-porche qui date du XIe siècle et la chapelle du château médiéval pour les agrandir. Vers 1450, le monastère est transformé en une ferme, dite « du Pavillon ». L'église est agrandie, élargie et surélevée, en plusieurs étapes. Elle est dédiée à saint Pierre et saint Paul en 1489 et devenue paroissiale en 1589.

## Architecture

### Extérieur
L'église est construite en grès sur un plan longitudinal et terminée à l'est par un chevet polygonal. Devant la façade occidentale se dresse le clocher-porche qui est renforcé, comme les murs des bas-côtés et du chœur, par de massifs contreforts. Dans sa partie basse qui date du début du XIe siècle s'ouvre un portail en plein cintre. La partie supérieure qui date de la première moitié du XIIe siècle est percée sur tous les côtés de baies géminées à double archivolte. La nef est couverte d'une toiture à double pente.

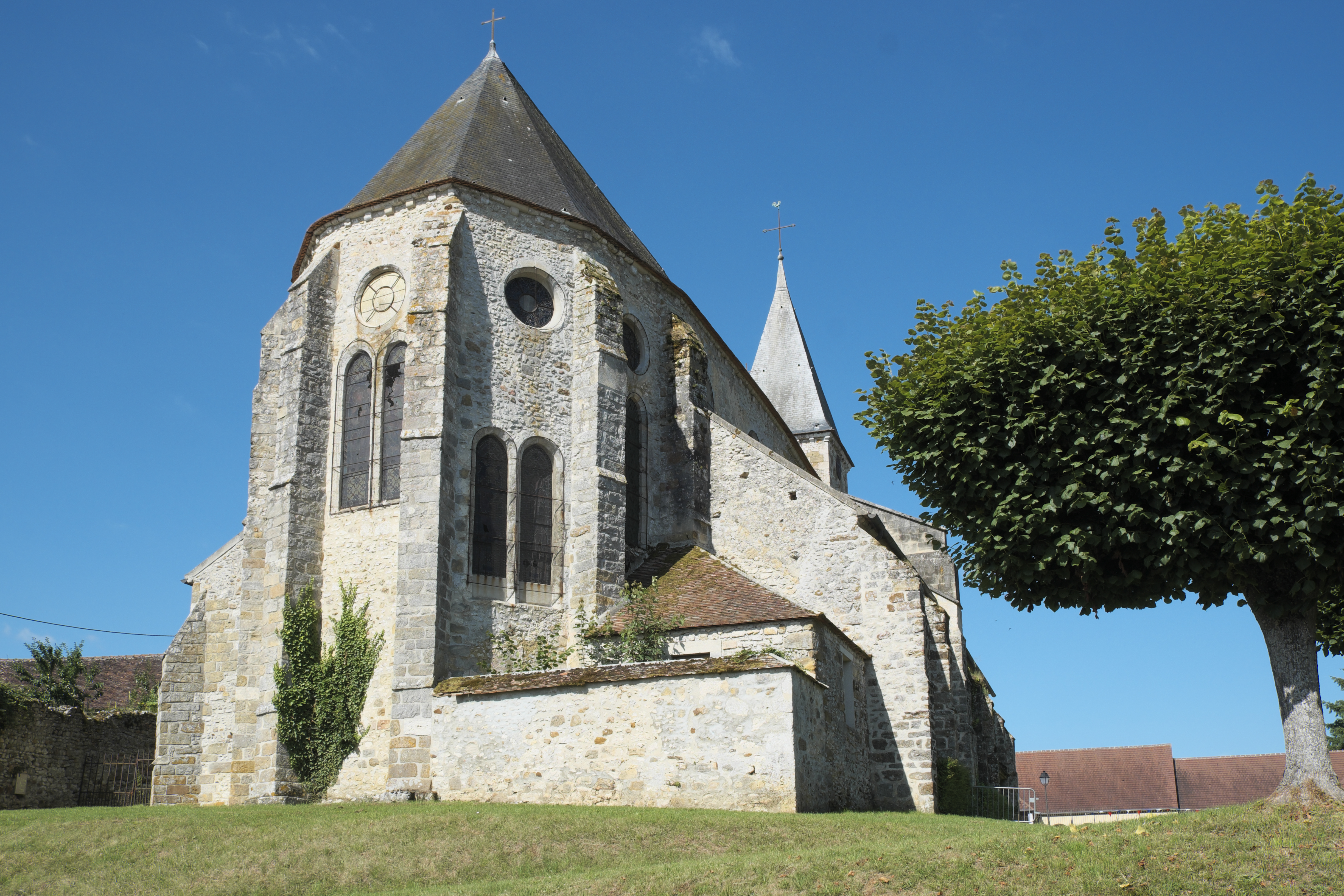
Chevet, fenêtres ogivales
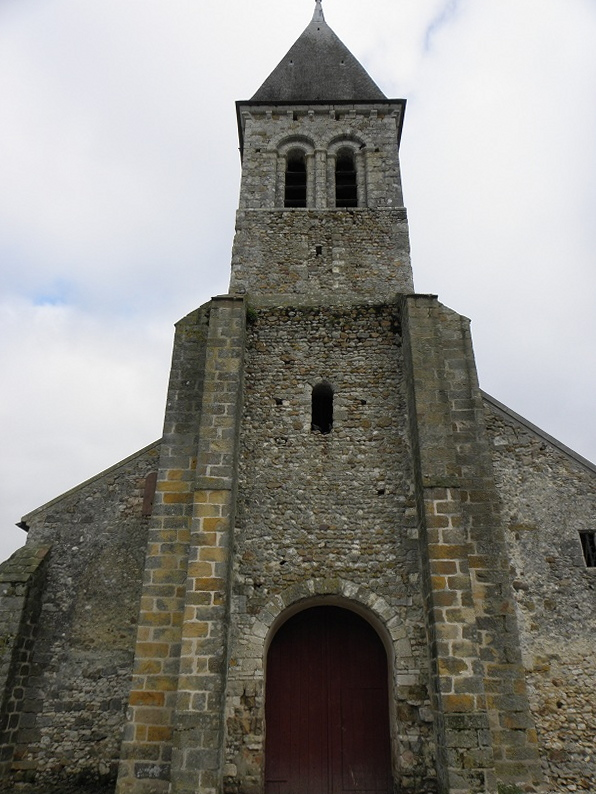
Clocher-porche

### Intérieur

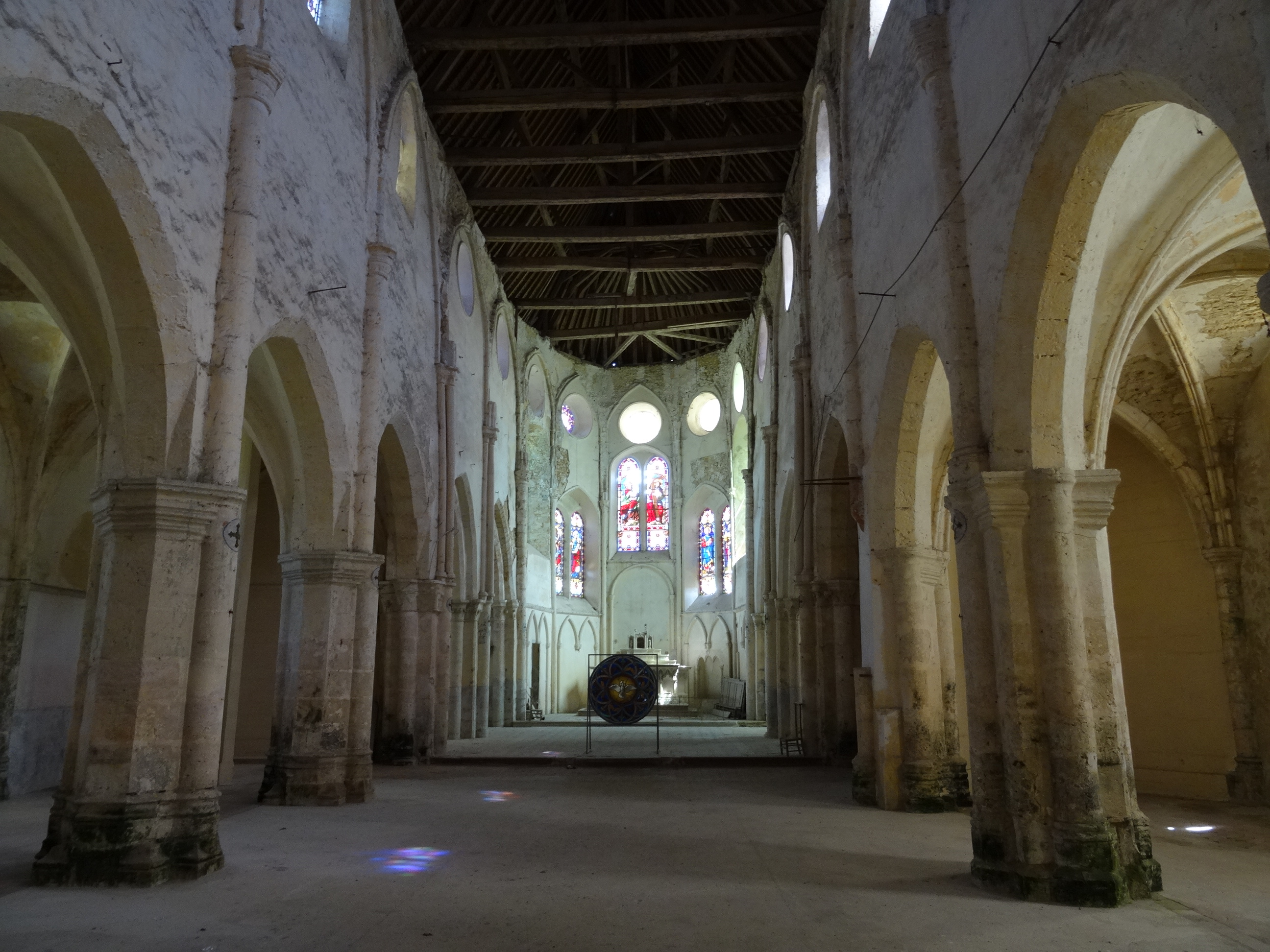
Intérieur

La nef composée de trois vaisseaux de quatre travées a été érigée à partir de 1550. Elle comporte une élévation à deux niveaux de grandes arcades en arcs brisés qui reposent sur des piliers et des colonnes adossées dotés de simples chapiteaux doriques. Le vaisseau central est couvert d'une charpente apparente, les bas-côtés sont voûtés sur croisées d'ogives ornées de clés de voûte. Une clé est sculptée d'un Agnus Dei, sur une autre sont représentées des clés, symboles de saint Pierre. 
Le chœur à pans coupés qui date du début du XIIIe siècle est percé de cinq grandes baies ogivales dotées de vitraux à deux lancettes et de neuf oculi. Au-dessous des baies, le mur est orné d'une rangée d'arcatures aveugles, d'un arc en plein cintre au milieu et d'arcs brisés sur les côtés. Sous l'une des arcades est aménagée une piscine encadrée de deux colonnes engagées et surmontée d'un arc trilobé. Au niveau du chœur les chapiteaux sont décorés de feuilles, de figurines humaines et de petites têtes d'hommes.

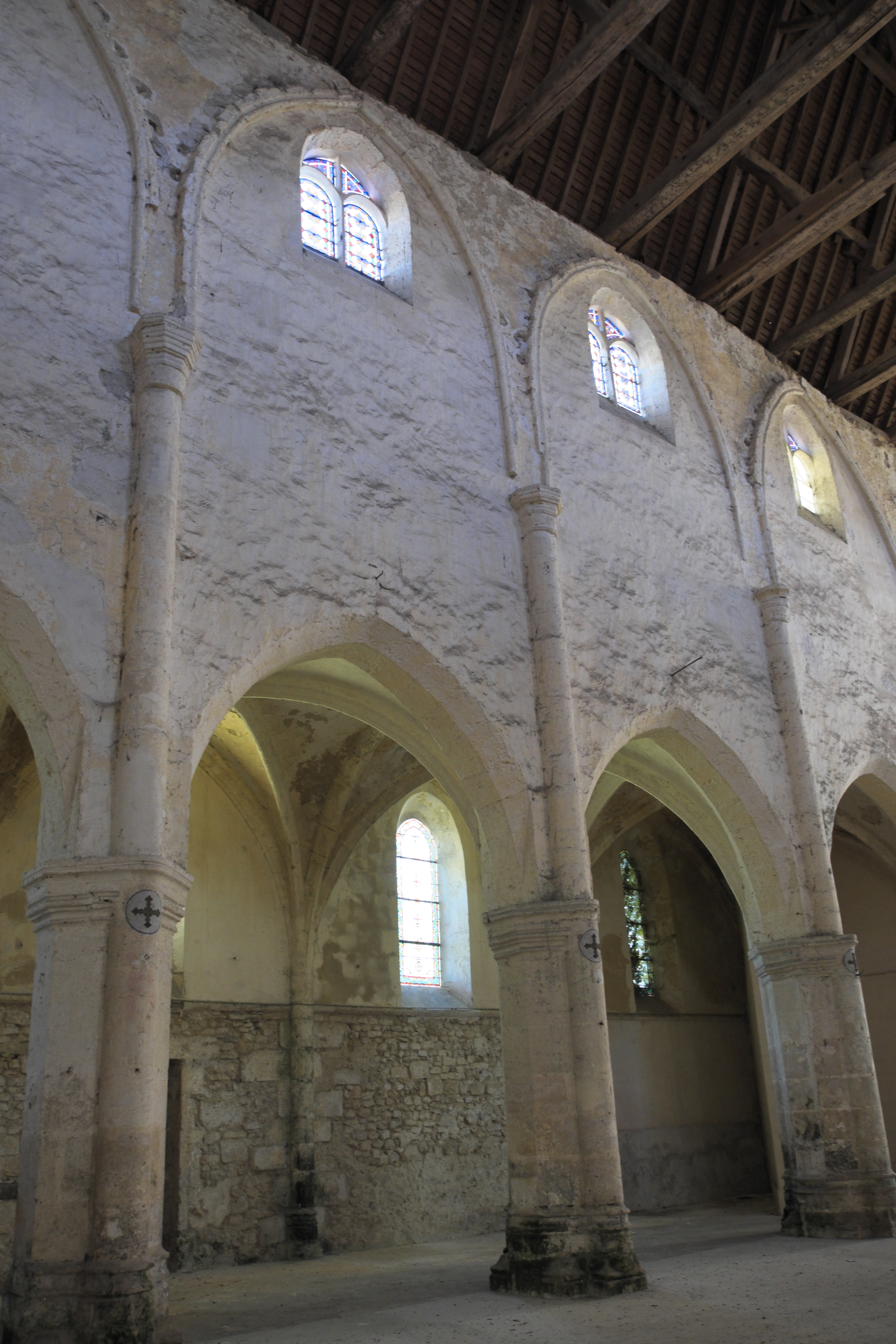
Bas-côté septentrional
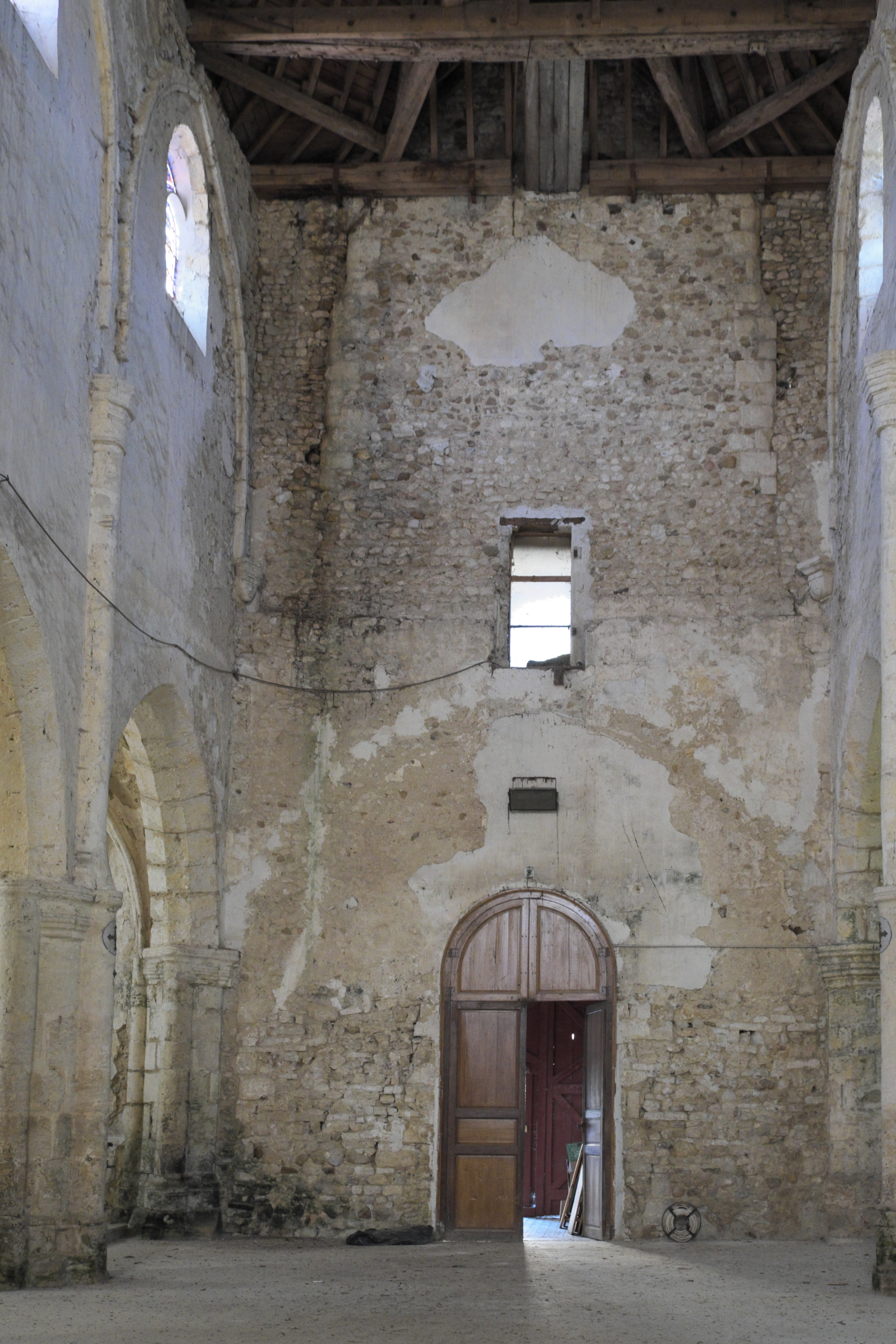
Mur occidental, marque d'une tribune perdue
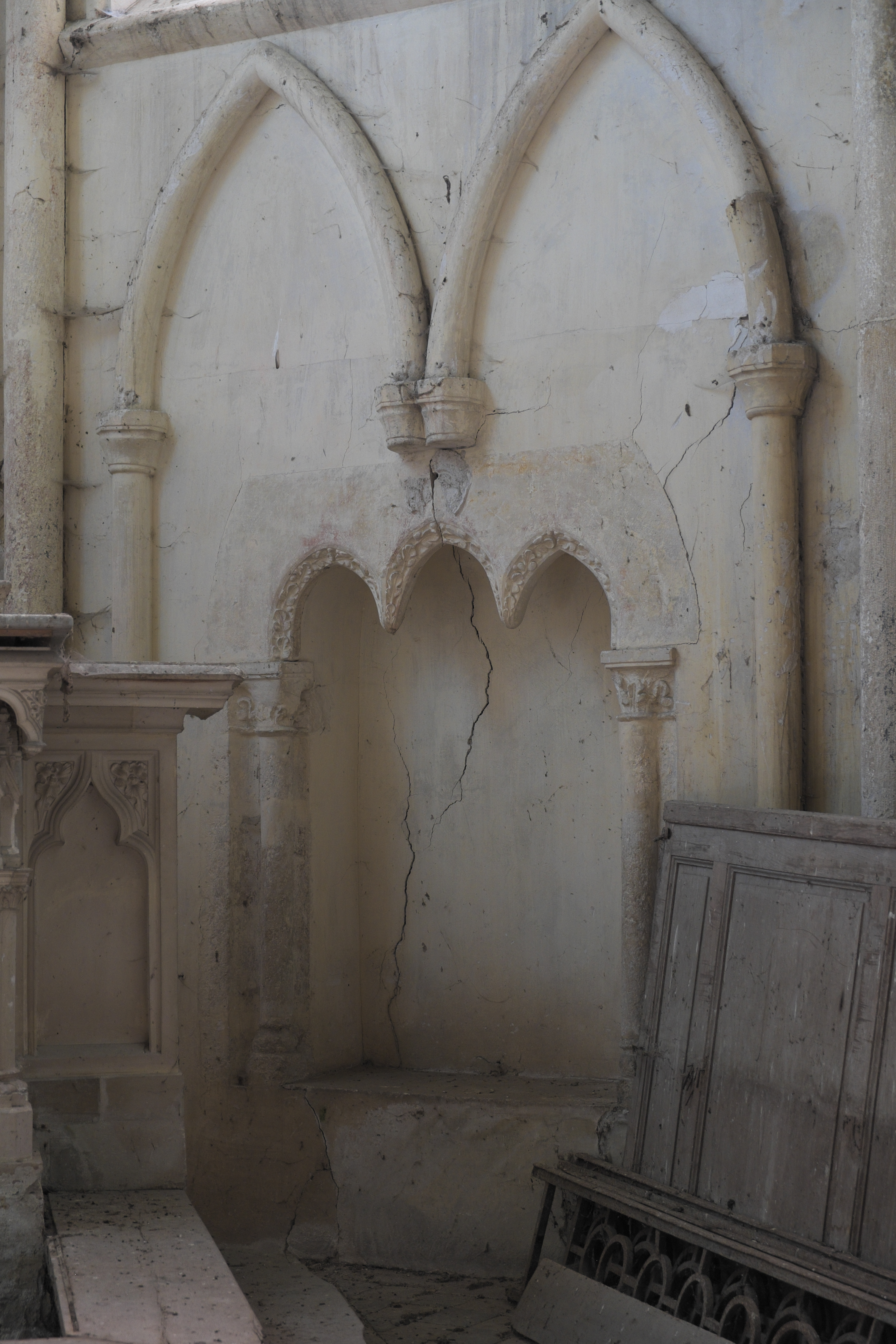
Piscine

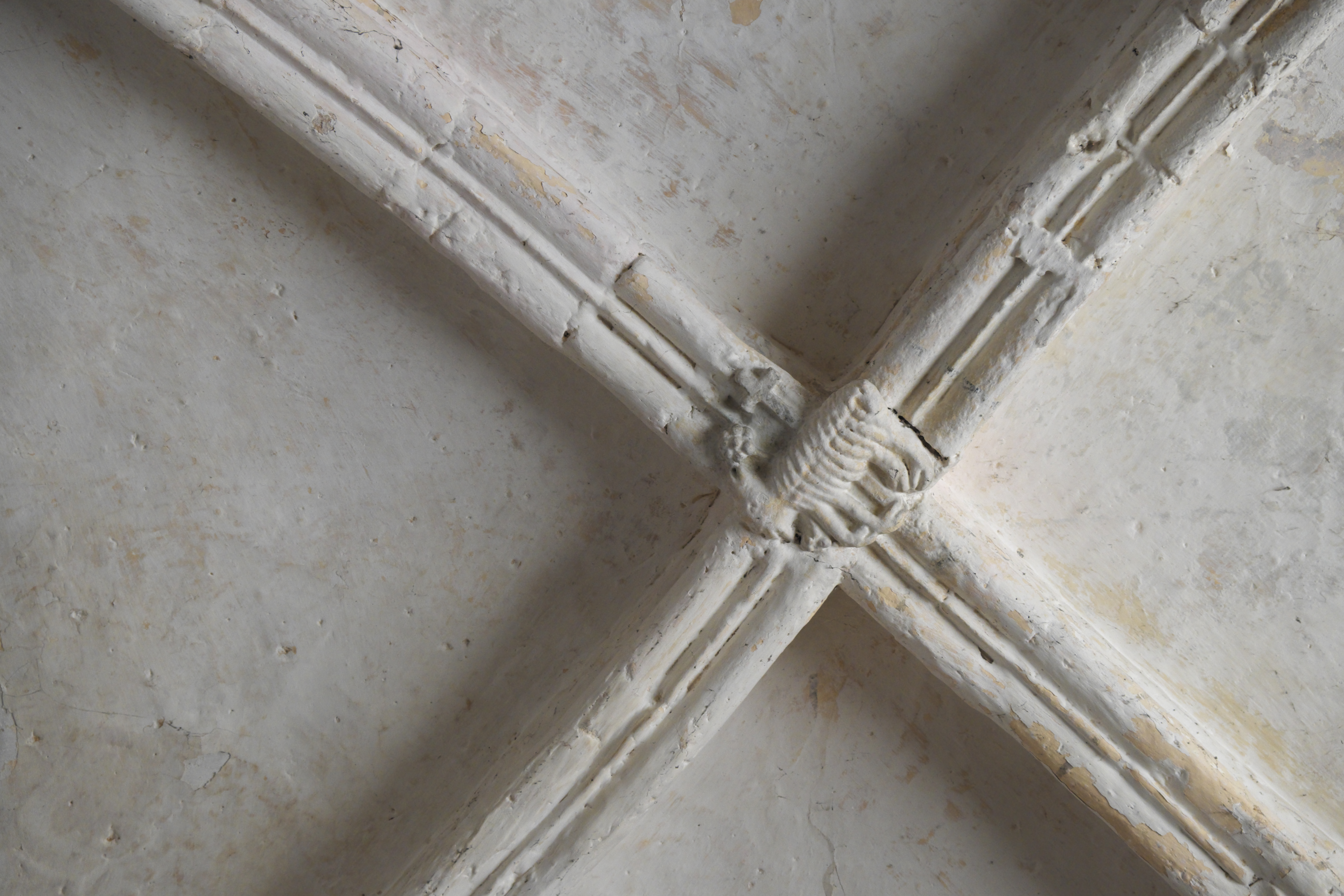
Agnus Dei, ogives tripartites
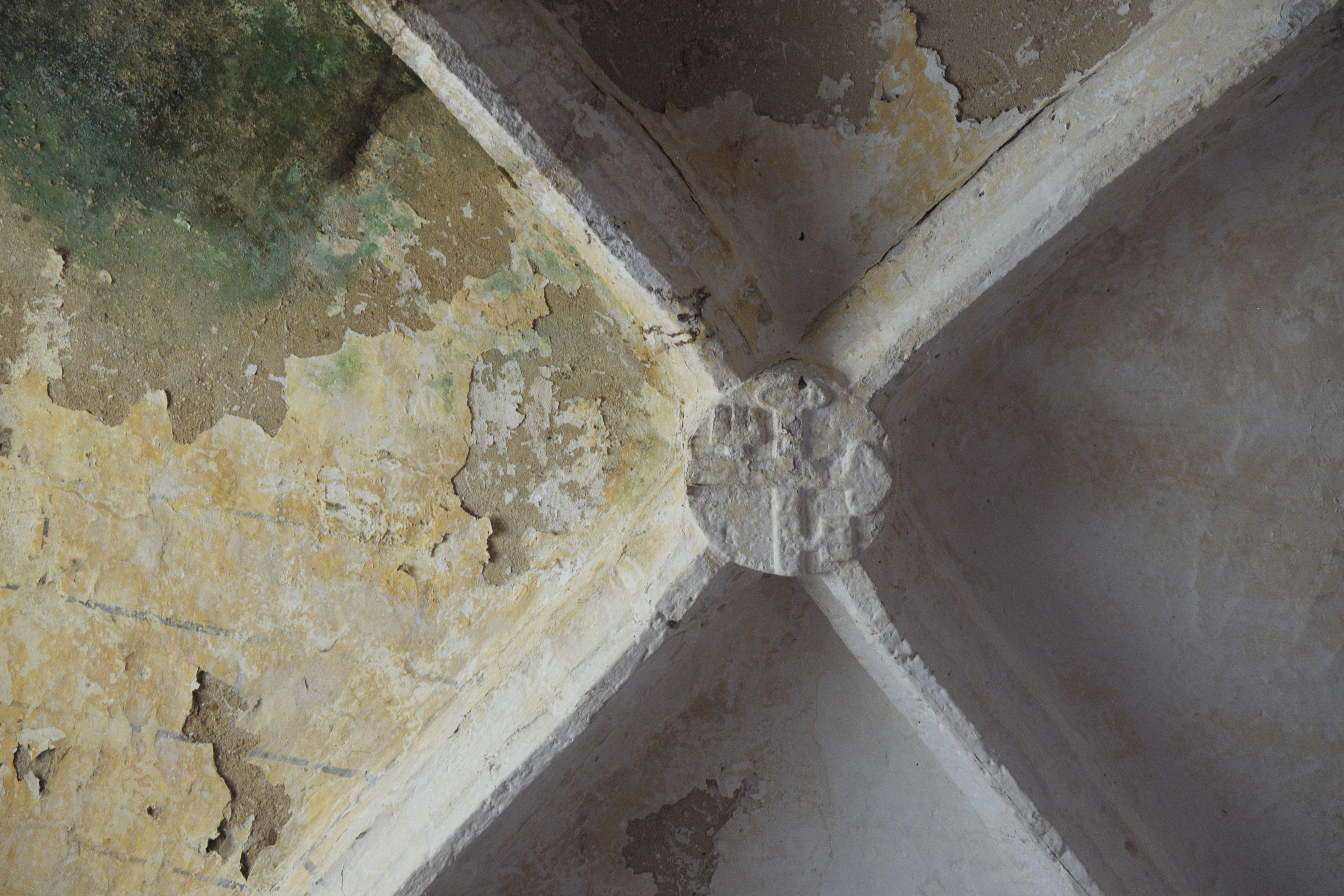
Clés de saint Pierre, ogives simples
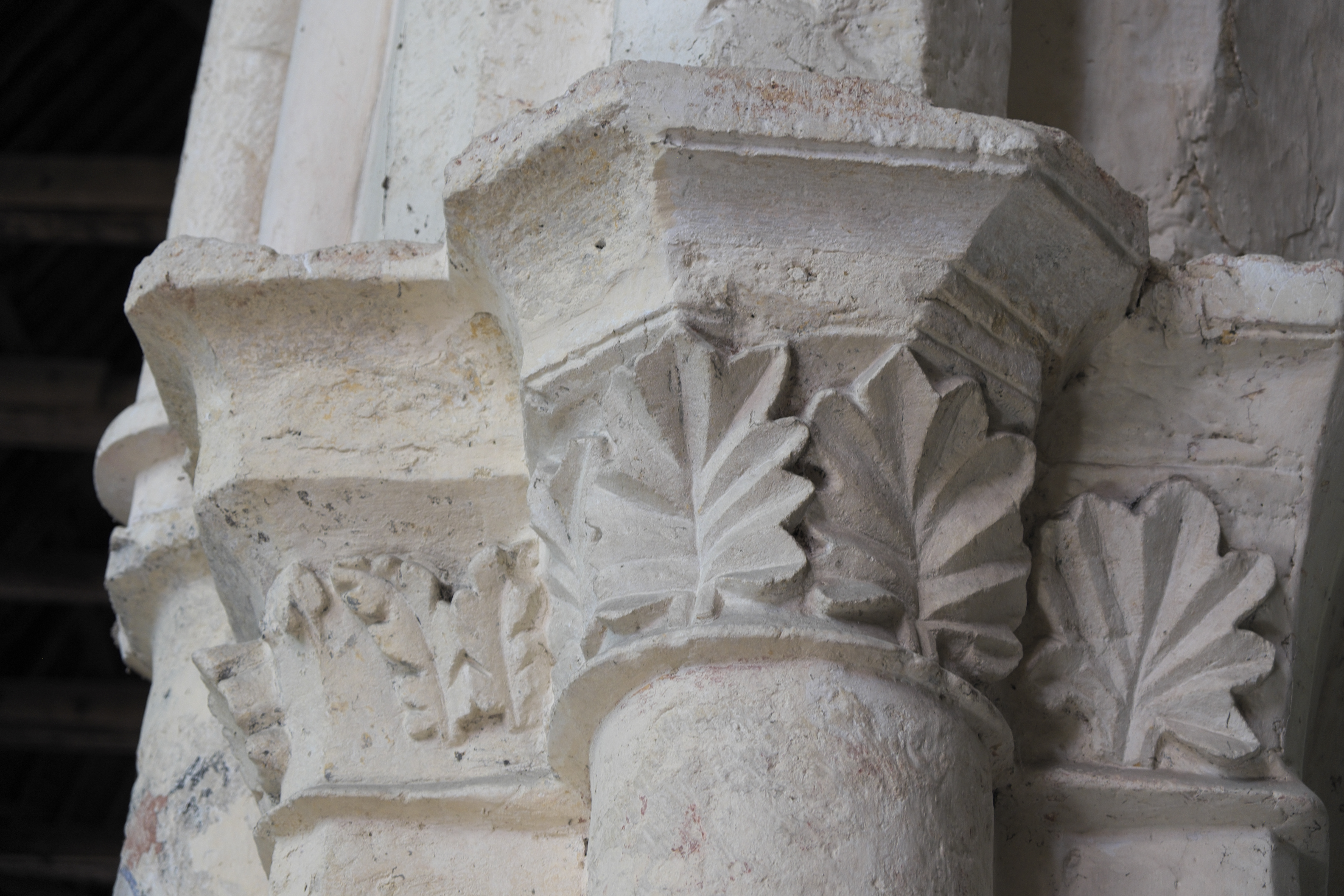
Chapiteaux

## Vitraux
Dans le chœur se sont conservées trois verrières exécutées au XIXe siècle. Au centre, sur la lancette gauche, on voit Dieu le Père et,  sur la lancette droite, Christ qui tient la croix. Sur le vitrail du côté gauche sont représentés saint Jean Baptiste et la Vierge à l'enfant, sur le vitrail du côté droit on reconnaît les apôtres, saint Pierre et saint Paul, les patrons de l'église. En bas de cette verrière, il y a une inscription qui indique le nom du donateur et l'année 1861.

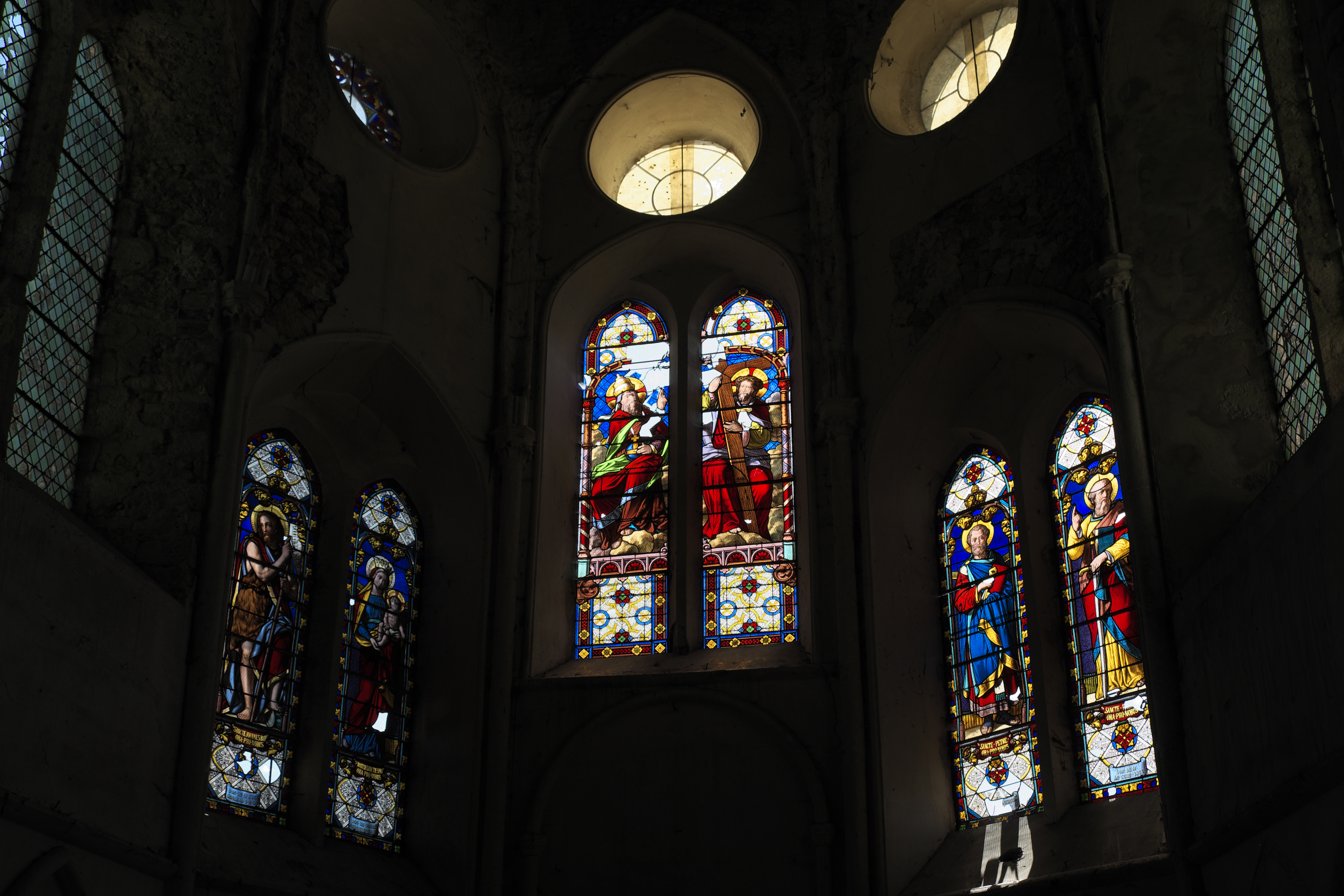
Vitraux du chœur
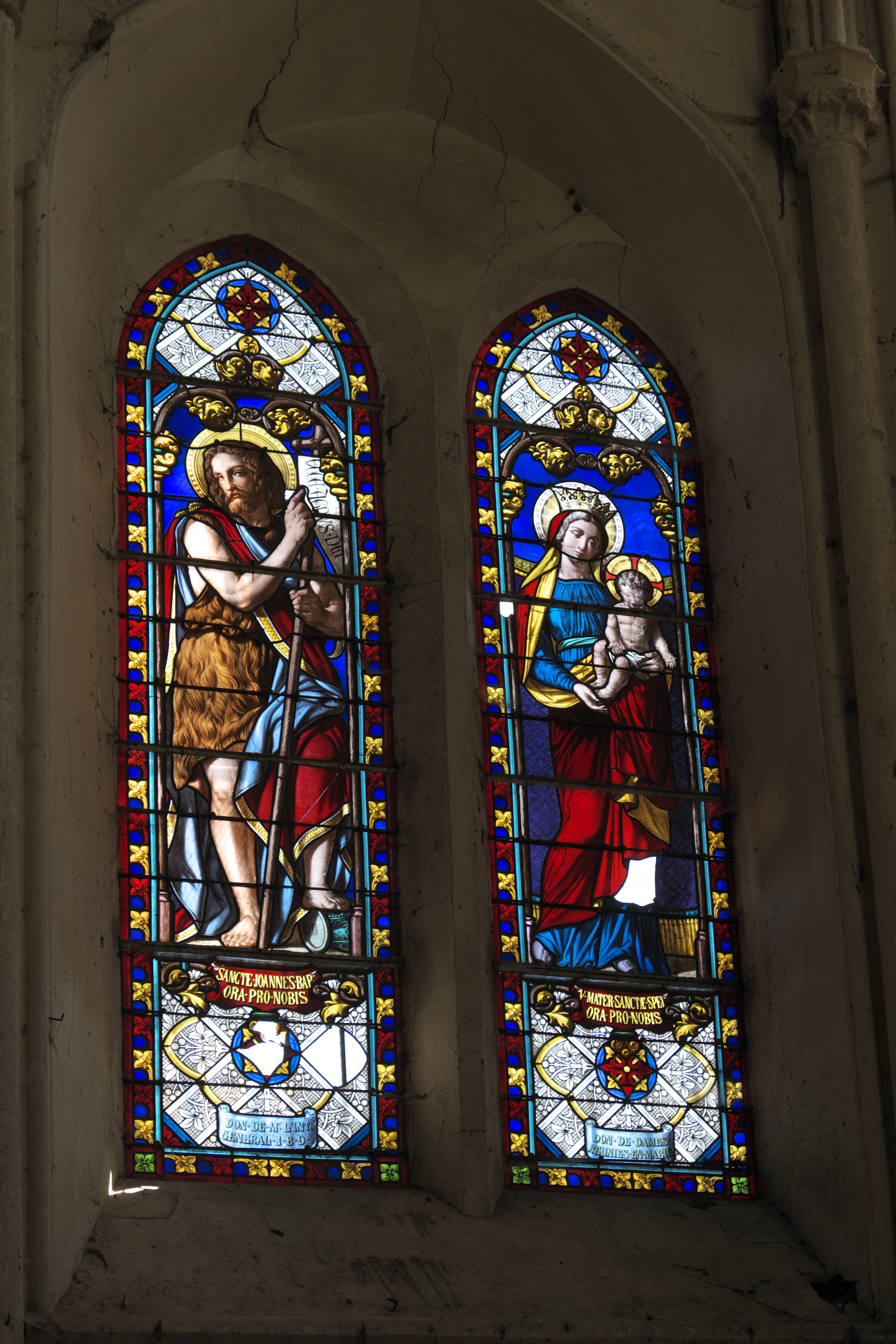
Saint Jean Baptiste et la Vierge à l'enfant
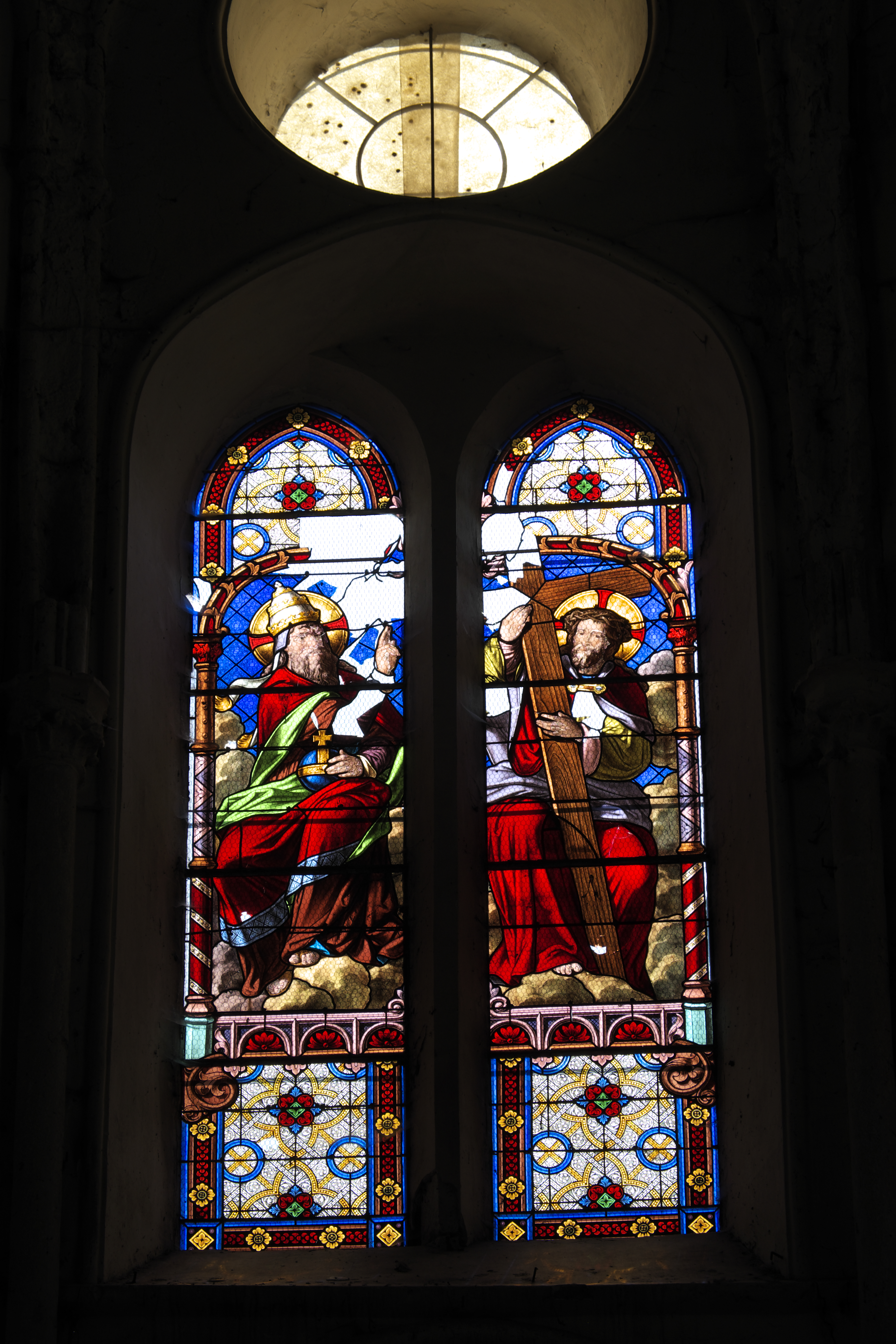
Dieu le Père und Jésus-Christ
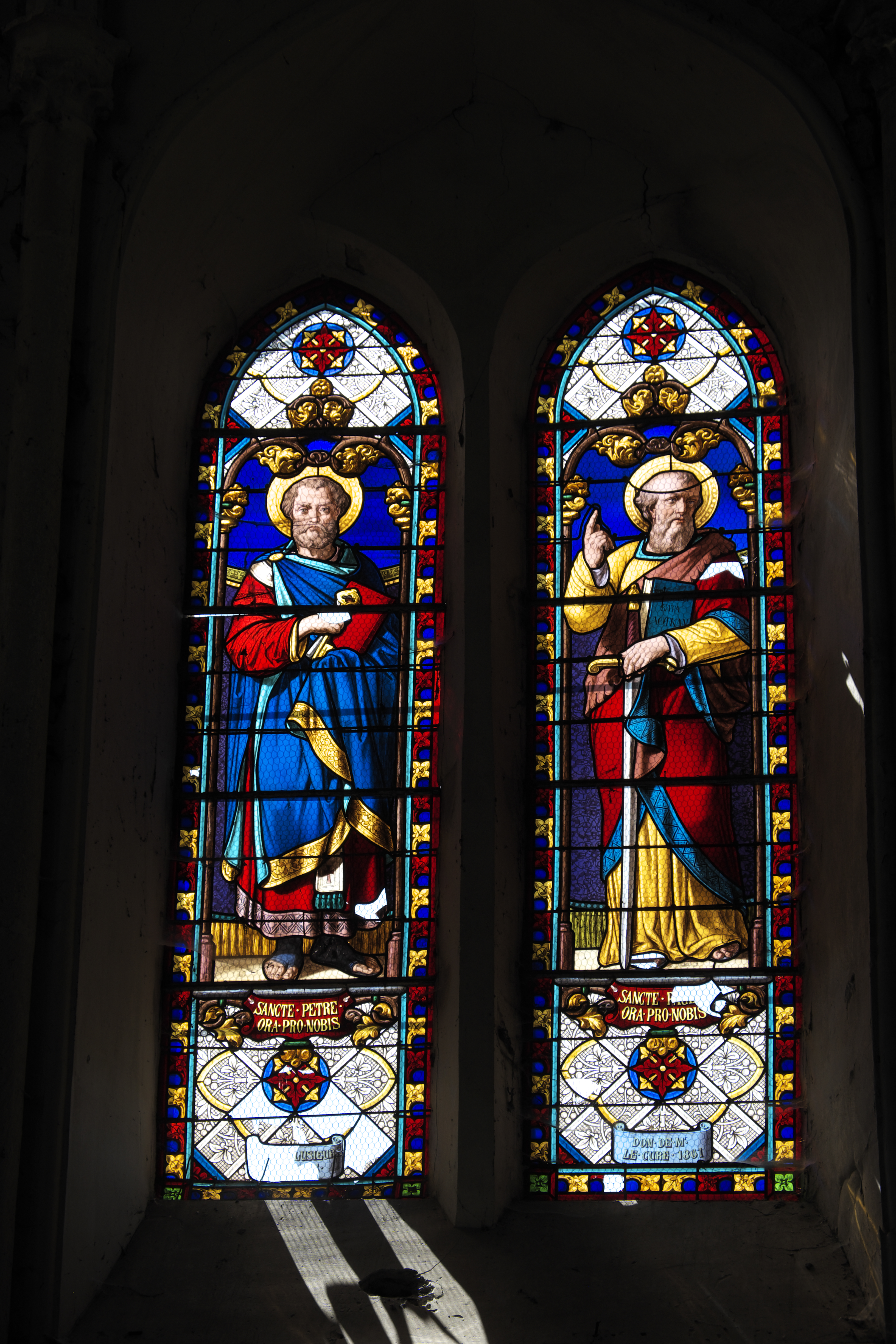
Saint Pierre et saint Paul